# 第3飛行隊 (航空自衛隊)
第3飛行隊（だい3ひこうたい、JASDF 3rd Tactical Fighter Squadron）は、航空自衛隊中部航空方面隊第7航空団隷下の戦闘機部隊である。百里基地に所属し、戦闘機にF-2、連絡機にT-4を運用する。
首都圏防空の中核を担う戦闘飛行隊である。

## 概要

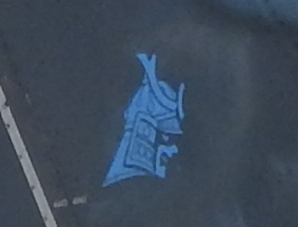
第3飛行隊部隊マークの兜武者

第3飛行隊は、1956年（昭和31年）10月1日に、航空自衛隊3番目のF-86F飛行隊、そして航空自衛隊初の実働戦闘機部隊として浜松基地第2航空団隷下にて新編された。
浜松基地での練成訓練後、1957年（昭和32年）9月2日に第2航空団及び第4飛行隊とともに千歳基地へ移動、1958年（昭和33年）2月17日から航空自衛隊戦闘機部隊として初の対領空侵犯措置任務を開始した。
第3飛行隊は6年に渡って千歳基地での要撃任務を行っていたが、千歳基地にF-104J/DJが配備されることになったため、1963年（昭和38年）3月6日に松島基地へ移動し、第4航空団隷下へと編入された。
1964年（昭和39年）2月1日に八戸基地へ移動して第81航空隊隷下となり、同基地でのアラート任務を開始した。1971年（昭和46年）12月1日に第81航空隊と第3飛行隊は三沢基地へ移動した。
1977年（昭和52年）9月から初の国産支援戦闘機であるF-1の配備が開始され、1978年（昭和53年）3月31日に機種更新が完了した。F-86FからF-1への機種更新と同時に第3飛行隊は、要撃戦闘飛行隊から支援戦闘飛行隊へと任務転換したが、要撃任務を中止したわけではなく、F-1による対領空侵犯措置任務も担当した。
2000年（平成12年）10月2日に第3航空団隷下で「臨時F-2飛行隊」が発足し、翌10月3日にF-2A量産初号機を受領して部隊運用訓練を開始した。2001年（平成13年）3月27日にF-2への機種更新が完了、2004年（平成16年）3月19日から対領空侵犯措置任務を開始した。
第3飛行隊はF-2が最初に配備された飛行隊（マザースコードロン）として、最新装備の運用のための研究やファイターウェポンコース（戦技課程）の実施などの役割を担っている。
部隊マークは兜武者をモチーフにしたもので、1983年（昭和58年）から使われている。以前の部隊マークは3の文字と青森県の地図を図案化したものだった。F-1時代はフルカラーで描かれていたが、F-2に機種更新後は機体色に合わせてモノトーン化されている。
2020年（令和2年）3月、航空自衛隊百里基地に配属されている第7航空団第302飛行隊の三沢基地移駐に伴い、第3飛行隊は航空自衛隊百里基地に移駐した。

## 沿革
- 1956年（昭和31年）10月1日 - F-86F戦闘機部隊として浜松基地の第2航空団隷下にて部隊編成[1]。
- 1957年（昭和32年）9月2日 - 千歳基地へ移動[1]。
- 1958年（昭和33年）
  - 2月17日 - F-86Fによる航空自衛隊初の対領空侵犯措置任務開始[1][5]。
  - 5月13日 - 航空自衛隊初のスクランブルを記録[5]。
- 1961年（昭和36年）10月9日～10月13日 - 航空総隊競点射撃競技会F-86F部門優勝[6][7]。
- 1963年（昭和38年）3月6日 - 松島基地へ移動、第4航空団隷下に編入[1]。
- 1964年（昭和39年）
  - 2月1日 - 八戸基地へ移動、第81航空隊隷下に編入[1]。
  - 5月1日 - 八戸基地でのアラート待機任務開始[8]。
- 1971年（昭和46年）12月1日 - 三沢基地へ移駐[1]。
- 1975年（昭和50年）5月17日～5月22日 - F-86F射撃競技大会優勝[7]。
- 1977年（昭和52年）
  - 3月8日 - ホットスクランブル500回達成[8]。
  - 5月 - F-1への転換教育開始[9]。
  - 9月26日 - F-1の配備開始[8]。
- 1978年（昭和53年）3月31日 - F-1に機種更新、第3航空団隷下に編入[1]。
- 1981年（昭和56年）11月16日～11月18日 - 航空総隊総合戦技競技会第1部門（援護戦闘及び対艦攻撃）優勝[10][7]。
- 1982年（昭和57年）
  - 2月1日 - ホットスクランブル航空自衛隊通算10,000回達成[8]。
  - 6月7日～6月9日 - 航空総隊総合戦技競技会第1部門（援護戦闘）優勝[11][7]。
- 1990年（平成02年）9月10日～9月11日 - 航空総隊戦技競技会第2部門（空対地射爆撃・戦術戦闘航法）優勝[12][7]。
- 1992年（平成04年）7月7日～7月9日 - 航空総隊戦技競技会第2部門（空対地射爆撃）優勝[13][7]。
- 1994年（平成06年）5月31日～6月2日 - 航空総隊戦技競技会FS部門（空対地射爆撃・戦術戦闘航法）優勝[14][7]。
- 1995年（平成07年） - 航空総隊戦技競技会FS部門（空対地射爆撃・戦術戦闘航法）優勝[6]。
- 1999年（平成11年）5月21日～6月3日 - 航空総隊戦技競技会FS部門（戦闘航法・空対地攻撃・空対地射撃）優勝[6][15]。
- 2000年（平成12年）
  - 6月13日～6月15日 - 航空総隊戦技競技会FS部門（航空阻止）優勝[6][16]。
  - 10月2日 - 臨時F-2飛行隊編成[5]。
  - 10月3日 - 臨時F-2飛行隊にF-2初配備[17]。
- 2001年（平成13年）3月27日 - F-2に機種更新[1]。
- 2004年（平成16年）3月19日 - F-2による対領空侵犯措置任務開始[1]。
- 2010年（平成22年）5月29日～5月31日 - 航空総隊戦技競技会F-2部門優勝[6][18]。
- 2016年（平成28年）10月1日 - 第3飛行隊創隊60周年記念式典を開催[5]。
- 2019年（令和元年）5月27日～6月29日 - アメリカ空軍演習レッドフラッグ・アラスカ（英語版）19-2に参加[19][20]。
  - 9月24日～10月4日 - 日豪共同訓練「武士道ガーディアン19」に参加[21]。
- 2020年（令和2年）3月26日 - 百里基地へ移駐し、第7航空団隷下に編入[22][23]。

## 歴代運用機

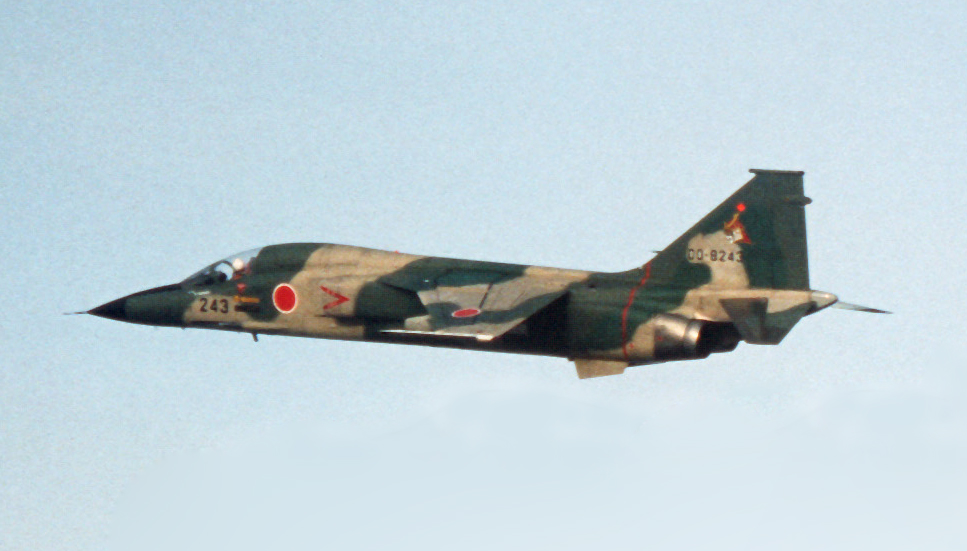
第3飛行隊で運用したF-1

- 戦闘機
  - F-86F（1956年～1978年）
  - F-1（1978年～2002年）
  - F-2A/B（2001年～）
- 練習機
  - T-2（1978年～2002年）
- 連絡機
  - T-33A（1956年～1992年 ）
  - T-4（1990年～）

## 登場作品
『亡国のイージス』
映画版で『いそかぜ』撃沈の為にF-2A戦闘機2機が対艦ミサイルを装備し、出撃シーンに登場する。